# 동부 농구 동맹
동부 농구 동맹(Eastern Basketball Alliance, EBA)는 미국의 농구 리그이다. 야구의 마이너 리그와 같은 개념이다. (즉, NBA가 메이저 리그 개념이라는 뜻이다.)

## 현재 팀
| 디비전                | 팀                         | 연고지                    |
| 노던                  |                            |                           |
| --------------------- | -------------------------- | ------------------------- |
| 노던                  | 컬럼비아 컬럼비아 올스타즈 | 메릴랜드주 컬럼비아       |
| 노던                  | 해리즈버그 호라이즌        | 펜실베이니아주 해리스버그 |
| 노던                  | 스쿨킬 파이어독스          | 펜실베이니아주 필라델피아 |
| 노던                  | 웨스턴 메릴랜드 엘리트     | 메릴랜드주 헤이거즈타운   |
| 노던                  | 요크 매드 앤츠             | 펜실베이니아주 요크       |
| 트래블 팀             |                            |                           |
| DMV 킹스              | 메릴랜드주 볼티모어        |                           |
| 매리에타 타란툴라스   | 조지아주 매리에타          |                           |
| 메트로웨스트 발라스   | 매사추세츠주 메트로웨스트  |                           |
| 메릴랜드 베이레이더스 | 메릴랜드주 그윈오크        |                           |